# Resilienza per Israele
Resilienza per Israele (in ebraico: חוסן לישראל, Hosen L'Yisrael) è un partito politico israeliano, fondato nel dicembre 2018 dall'ex Ramatkal Binyamin Gantz in vista delle elezioni dell'aprile successivo, in occasione delle quali ha formato, insieme ad altri partiti, la coalizione centrista Blu e Bianco.

## Leader
- Benny Gantz (2019–in carica)

## Membri della Knesset (MK) attuali
| Anno  | Membri | Totale |
| ----- | --- | ------ |
| 2021- | Benny Gantz, Michael Biton, Alon Schuster, Eitan Ginzburg, Yael Ron Ben-Moshe, Ruth Wasserman Lande, Alon Tal, Mufid Mari | 8      |

## Risultati elettorali
| Elezioni       | Leader      | Voti              | %                 | Seggi    | +/-     |
| -------------- | ----------- | ----------------- | ----------------- | -------- | ------- |
| Aprile 2019    | Benny Gantz | In Blu e Bianco   | In Blu e Bianco   | 15 / 120 | -       |
| Settembre 2019 | Benny Gantz | In Blu e Bianco   | In Blu e Bianco   | 15 / 120 | Stabile |
| 2020           | Benny Gantz | In Blu e Bianco   | In Blu e Bianco   | 15 / 120 | Stabile |
| 2021           | Benny Gantz | In Blu e Bianco   | In Blu e Bianco   | 8 / 120  | 7       |
| 2022           | Benny Gantz | In Campo di Stato | In Campo di Stato | 8 / 120  | Stabile |